# Drago Marušič (politik)
Drago Marušič, slovenski pravnik, prostozidar, politik, častnik, partizan in prvoborec, * 1884, Opatje selo, Gorica, † 1964.
Rodil se je očetu mizarju Ivanu in materi Katarini (rojena Pahor). Pravo je študiral v Gradcu in Pragi, kjer je 1911 promoviral. V Ljubljani je odprl odvetniško prakso. Med prvo svetovno vojno je pobegnil na rusko stran in se priključil prostovoljski legiji v Srbiji. Nato je kot član Jugoslovanskega odbora deloval v Rimu, v ZDA in slednjič v Parizu kot izvedenec na mirovni konferenci. Bil je član Samostojne kmetijske stranke, kasneje član JNS. Po uvedbi diktature ga je kralj Aleksander kot jugoslovansko usmerjenega politika pritegnil v vrhovni zakonodajni svet, decembra 1930 pa imenoval za bana Dravske banovine. Decembra 1934 je nato postal minister v Jevtićevi vladi. Na volitvah 1935 je bil izvoljen za senatorja in nato za narodnega poslanca. Sodeloval je tudi pri delu emigrantskih organizacij primorskih Slovencev.
Od 1941 je bil član vrhovnega plenuma OF, od 1942 pa v internaciji v Italiji. Po kapitulaciji Italije je odšel na Primorsko in postal član pokrajinskega odbora OF in SNOS. V letih 1944–45 je bil minister v Šubašićevi vladi in nato v enotni vladi DFJ oz. vladi FLRJ do leta 1948.
Po drugi svetovni vojni je bil tudi predsednik Rdečega križa Slovenije, vendar je te funkcije opravljal le formalno, saj je izgubil vsakršen dejanski političen vpliv.

## Napredovanja
- rezervni major JLA (?)

## Odlikovanja
- red zaslug za ljudstvo I. stopnje
- red bratstva in enotnosti I. stopnje
- red križa Grunwalda II. stopnje (Poljska)
- partizanska spomenica 1941